# Ostéonécrose aseptique
 Mise en garde médicale
L'ostéonécrose aseptique est une maladie osseuse, consistant en une dégénérescence progressive des cellules corticales et médullaires aboutissant finalement à une trame osseuse vide.
Par convention, le terme d'ostéonécrose aseptique est réservé aux régions épiphysaires.
On distingue les ostéonécroses septiques secondaires à une infection, des ostéonécroses aseptiques secondaires à une oblitération vasculaire.
L'ostéonécrose peut être diagnostiquée par scintigraphie.

## Étiologie
- Trauma
- Les médicaments (corticoïdes, antirétroviraux)
- La consommation d'alcool
- Les maladies systémiques (lupus érythémateux disséminé, la polyarthrite rhumatoïde)
- La chimiothérapie
- Maladie de décompression
- Des troubles sanguins (anémie falciforme)[1]

## Signes et symptômes
- Douleurs articulaires
- Gonflement des articulations
- gamme limitée de mouvement[1]